# ألين هيغينز
ألين هيغينز (بالإنجليزية: Eliot Higgins)‏ هو مدون وصحفي بريطاني، ولد في يناير 1979 في شروزبري في المملكة المتحدة. حقق في العديد من القضايا البارزة أبرزها الحرب الأهلية السورية، التدخل العسكري الروسي في أوكرانيا 2014–15، وإسقاط الخطوط الجوية الماليزية الرحلة 17 وتسمم سيرغي ويوليا سكريبال.